# Ses Salines

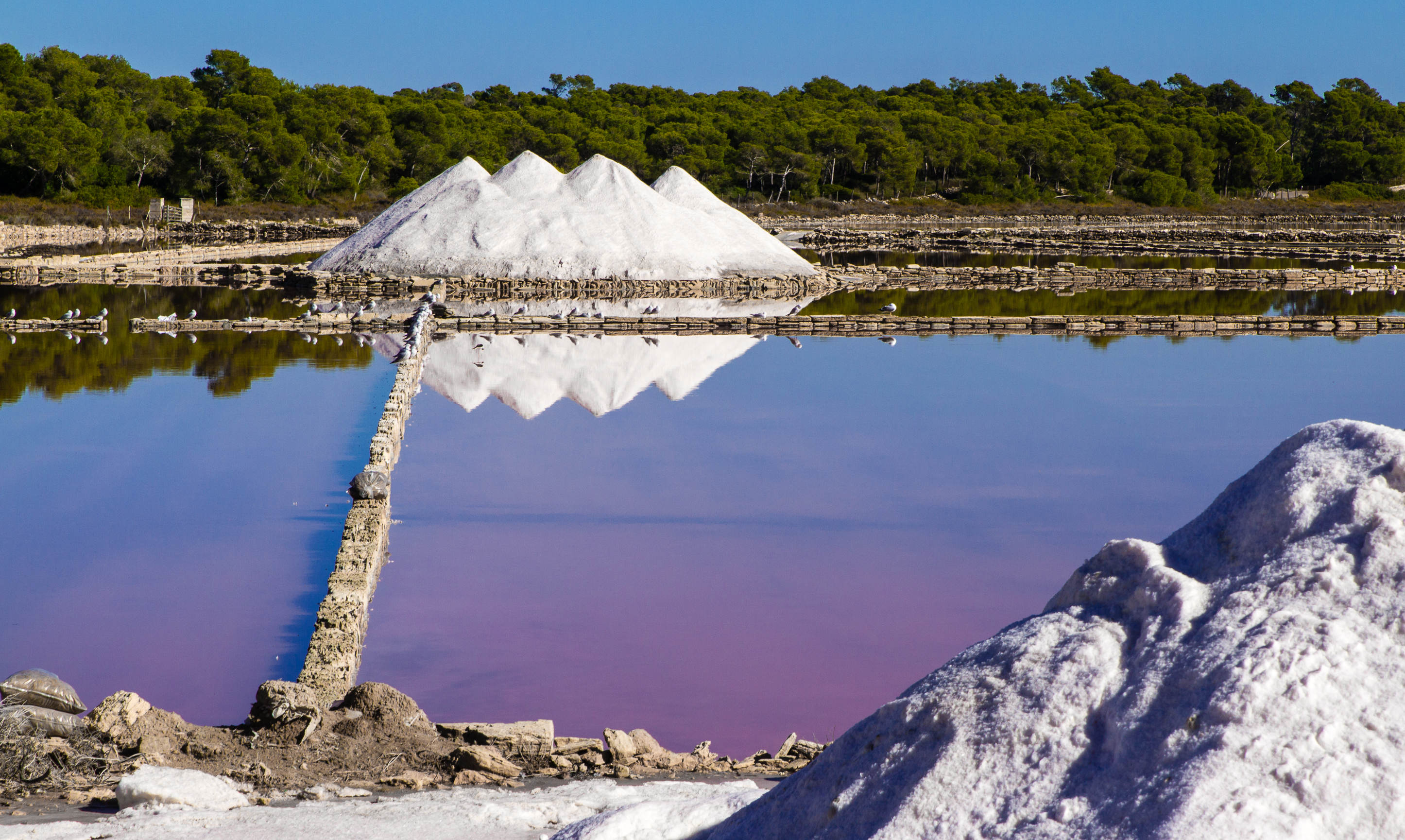
Salines de sa Vall

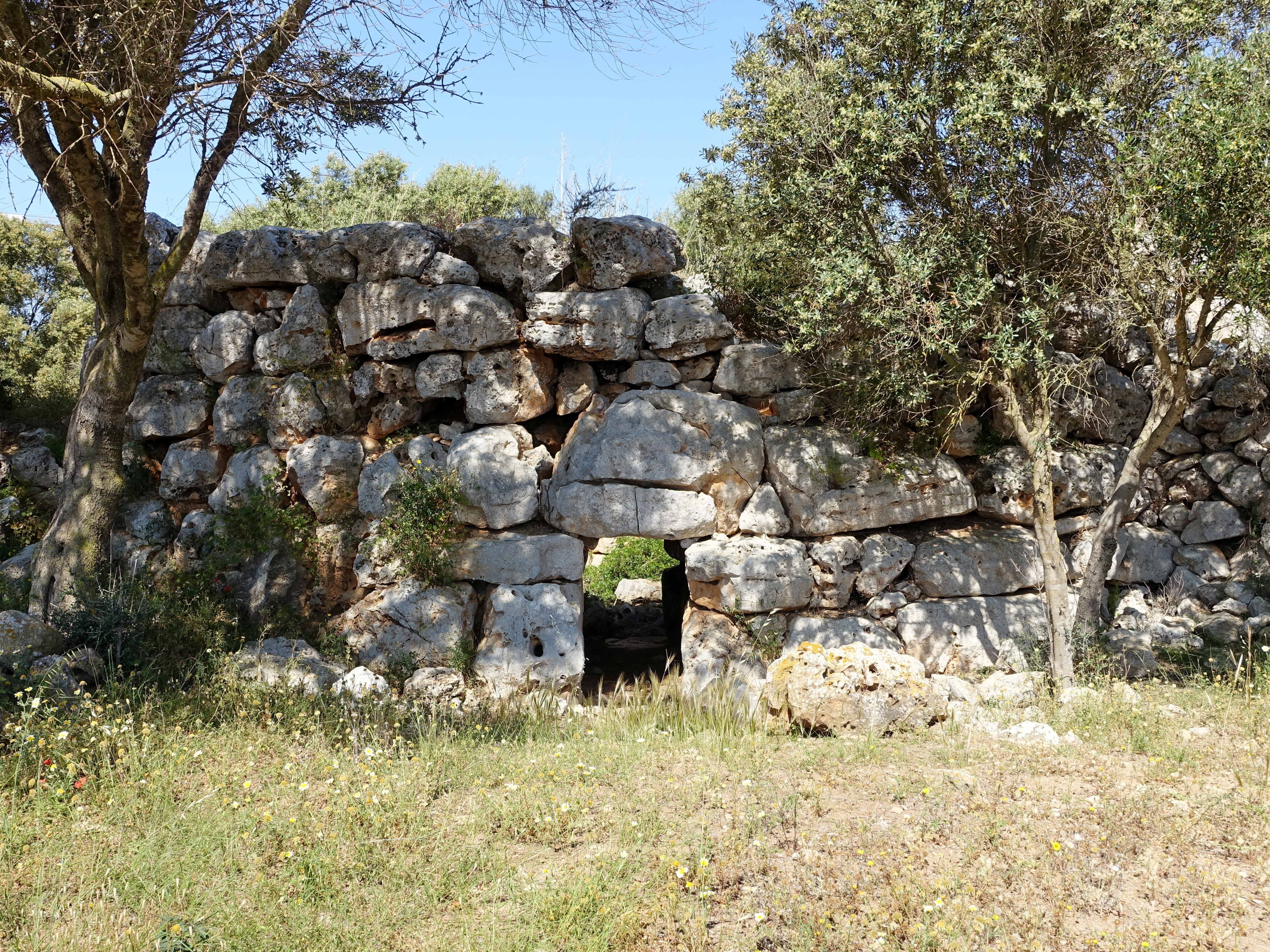
Talaia Joana

Les Salines (col·loquialment ses Salines), antigament les Salines de Santanyí, és una vila i municipi mallorquí pertanyent a la comarca del Migjorn, fronterer de Campos i Santanyí. Comprèn, a més de la capital municipal, el nucli turístic costaner de la Colònia de Sant Jordi, el llogaret de cas Perets i les salines de Sa Vall, que li donen el nom.

## Història
Al municipi de Ses Salines hi ha nombroses restes d'època talaiòtica i pretalaiòtica, indicis de la importància que tingué la zona en la prehistòria, en són prova les restes dels poblats d'els Antigors, Es Torrent o Es Mitjà Gran. Alguns d'ells foren habitats fins a finals del segle iii. Igualment resulten d'interès l'existència d'una factoria d'origen púnic a l'illot de Na Guardis o la teoria de l'existència d'un castrum o campament militar romà a la zona del nucli de Ses Salines actual, abastant diverses illetes de cases entorn de l'actual edifici de l'Ajuntament. La presència romana es confirma per la important necròpolis de la Carroja, que han duit a pensar en l'existència a la contrada d'un nucli de població romà.
Les salines de Sa Vall, situades a la Colònia de Sant Jordi donen nom al municipi i consta que ja van ser explotades pels cartaginesos i pels romans, així com per les altres civilitzacions que han deixat la seva petjada al municipi. Val a dir que aquestes salines encara extreuen sal a la manera tradicional.
Durant el període islàmic, es té constància de l'existència de l'alqueria "Jussana", part del juz de Manaqur, fins a la seva incorporació a la Corona d'Aragó, com la resta de l'illa, amb la Conquesta per part del Rei En Jaume I.
Ses Salines es va desenvolupar a partir de les cases de Can Bonico i Sa Carrotja. La primera capella data del segle xvii, i l'actualment anomenada Església Vella de finals del segle xviii. A principis del s. XIX Ses Salines es convertí en Vicaria in capite, i en parròquia el 1913. L'arribada del tren el 1917 fou senyal del progrés assolit pel llogaret a principis del segle xx, que desembocarien en la independència municipal el 1925.

## Entorn natural
Part de Ses Salines (part del Litoral sud, i sa Vall) ha estat declarada Àrea Natural d'Especial Interès Paisatgístic i Rural pel Govern Balear, inclosa alhora a la Xarxa Natura 2000. Més recentment (2017) l'entorn de les salines de s'Avall han estat incloses dins del parc natural maritimoterrestre del Trenc - Salobrar de Campos.
Les platges de Ses Salines estan envoltades de zona natural protegida, i es troben a la Colònia de Sant Jordi (platja des Port, Ets Estanys, també coneguda com a Es Coto, o Cala Galiota) i a la finca de Sa Vall (Es Dolç, Es Carbó i Ses Roquetes).

## Població
| Entitat de població   | Habitants (2024) |
| Colònia de Sant Jordi | 2.860            |
| Ses Salines           | 2.219            |
| Font: INE             |                  |

## Administració
Han estat batles de Ses Salines des de la seva independència:

- Bartomeu Garcias Garcias (Moliner) 1925-1930
- Joan Bonet Vidal 1930-1931
- Andreu Burguera Mut (Botiguer) 1931-1936 (UR)
- Llorenç Bonet Garcias (Roter) 1936
- Jordi Llull Bonet 1936
- Andreu Burguera Mas (Cama) 1936
- Guillem Bonet Suñer 1936-1938
- Andreu Bonet Suñer 1938-1942
- Sebastià Vidal Oliver 1942-1943
- Andreu Burguera Mas 1944-1958
- Gabriel Orell Bonet 1958-1971
- Sebastià Portell Bonet 1971-1979
- Andreu Vicens Bonet 1979-1983 INDEP
- Joan Vidal Garcias 1983-1984 (UM)
- Miquel Rigo Vicens 1984-1991 (UM)
- Jordi Galmés Pastor 1991-1995 (PP-UM)
- Antoni Caldentey Salom 1995-2001 (UM)[5]
- Juan Burguera Bonet 2001-2003 (PP)
- Sebastià Vidal Bonet 2003-2005 (PP)
- Maria Bonet Rigo 2005-2007 (PP)
- Sebastià Burguera Burguera 2007-2010 (PSOE-Progressistes)
- Bartomeu Lladonet Salvà 2010-2012 (UM, CxI)
- Maria Bonet Rigo 2012-2015 (PP)
- Bernat Roig Galmés 2015-2019 (ENDAVANT (coalició de PSIB i Més))
- Juan Rodríguez Ginard 2019-2025 (PP, amb el suport de El Pi i Ciutadans fins al 2023)
- Guillem Francesc Mas Bonet 2025- (PP)

La Colònia de Sant Jordi compta amb una Junta de Districte des de l'any 2002, i han estat presidents fins a l'actualitat: Juan Bauzá Ginard, Antoni Perelló Roig, Sebastià Burguera, Juan Rodríguez, Sebastiana Gomila, Ana Peralta i Guillem Francesc Mas.

## Cultura
En l'àmbit cultural Ses Salines destaca per ser municipi de residència de diferents artistes de renom, d'entre ells l'argentí Horacio Sapere, Arti Leimbacher o Tomeu Estelrich en l'àmbit de les arts plàstiques, Pep Burguera en l'àmbit de la música, o de l'escriptor i dramaturg Sebastià Portell Clar.
Hi ha diferents associacions culturals del poble: la Banda de música de Ses Salines, al voltant de la qual a més de la mateixa banda han sorgit una colla de xeremiers, una batucada i la Coral de l'Associació Cultural Musical de Ses Salines; la Colla de Dimonis Maria Enganxa, que organitza les festes de Sant Antoni i té una activa participació en les festes de Sant Bartomeu (24 d'agost); També compta amb l'associació cultural Vedelleta d'Or que realitza activitats culturals i promou el patrimoni local del municipi; o l'Agrupació Cavallista, que organitza la Festa del Cavall el primer cap de setmana després de Sant Bartomeu i actuen també a la Fira de Ses Salines. L'Associació Vedelleta d'Or, també forma part activament d'esdeveniments culturals en el municipi i també promou i difon els distints jaciments del poble. També ha estat impulsora d'excavacions arqueològiques.
La Fira de Ses Salines té lloc cada 1 de maig.